# Jan Gerhard Toonder
Jan Gerhard Toonder (1914-1992) és un escriptor i periodista dels Països Baixos que escriu en neerlandès. És el germà del dibuixant de còmics Marten Toonder.
Va néixer a Rotterdam, el 18 de juliol del 1914. Després una carrera breu com a navegant d'altura va començar estudis d'economia - sense acabar, a Rotterdam. La seva obra és caractaritzada per a molt elements autobiogràfics. Sovint va estar-se a Eivissa. Va morir a Amsterdam el 25 d'agost de 1992.

## Obres destacades
En neerlandès
- Een man zet door (1939)
- Schipper naast God (1944)
- De schuld (1947)
- Het puin aan de Rotte (1947)
- Vanaf dit moment (1948)
- Gevecht om genade (1948)
- Heksenest (1954)
- De oudste ochtend (1960)
- Vlagge in de nacht (1960)
- Hannibal en de ratten (1963);[3]
- Blijf zitten waar je zit (1965)
- Hier klopt iets niet (1970).
- De Hartjacht: història d'una illa al mar Mediterrani que cau a les mans d'un promotor immobiliari.

Una bibliografia completa es troba a la Biblioteca digital de la literatura neerlandesa